# Hinčinova konstanta
Hinčinova konstanta je v teoriji števil konstanta, ki kaže da je geometrična sredina delnih količnikov razvoja v verižni ulomek za skoraj vsa realna števila {\displaystyle \xi \,} enaka ne glede na vrednost {\displaystyle \xi \,}.
Za poljubno realno število:
{\displaystyle \xi =[a_{0};a_{1},a_{2},a_{3}]\!\,}
skoraj vedno velja:
{\displaystyle \lim _{n\rightarrow \infty }\left(\prod _{i=1}^{n}a_{i}\right)^{1/n}=K_{0}\,\!,}
kjer je {\displaystyle K_{0}\!\,} Hinčinova konstanta:
{\displaystyle K_{0}=\prod _{r=1}^{\infty }{\left(1+{\frac {1}{r(r+2)}}\right)}^{\operatorname {lb} r}=2,685452001065\ldots \!\,,} (OEIS A002210),
kjer je {\displaystyle \operatorname {lb} r\!\,} dvojiški logaritem.
To lastnost verižnih ulomkov je leta 1933 dokazal Aleksander Jakovljevič Hinčin.
Realna števila, za katere ta lastnost ne velja, so na primer racionalna števila, koreni kvadratnih enačb z racionalnimi koeficienti (vključno s številom zlatega reza Φ) in osnovo naravnih logaritmov e.
Števila, za katere ta lastnost velja, so po vsej verjetnosti π, Euler-Mascheronijeva konstanta γ in Hinčinova konstanta sama. To ni dokazano.
Hinčinovo konstanto je težko računati. Ni znano ali je racionalno, algebrsko iracionalno ali transcendentno število.
Neskončni verižni ulomek Hinčinove konstante je (OEIS A002211) :
{\displaystyle K_{0}=[2;1,2,5,1,1,2,1,1,3,10,2,1,3,2,24,1,3,2,3,1,1,1,...]\,\!.}

## Razvoj v vrsto
Hinčinovo konstanto se lahko izrazi z racionalno vrsto ζ v obliki:
{\displaystyle \log K_{0}={\frac {1}{\log 2}}\sum _{n=1}^{\infty }{\frac {\zeta (2n)-1}{n}}\sum _{k=1}^{2n-1}{\frac {(-1)^{k+1}}{k}}\!\,}
ali:
{\displaystyle \log K_{0}={\frac {1}{\log 2}}\left[\sum _{k=3}^{N}\log \left({\frac {k-1}{k}}\right)\log \left({\frac {k+1}{k}}\right)+\sum _{n=1}^{\infty }{\frac {\zeta (2n,N)}{n}}\sum _{k=1}^{2n-1}{\frac {(-1)^{k+1}}{k}}\right]\!\,,}
kjer je {\displaystyle N\!\,} fiksno celo število in {\displaystyle \zeta (s,q)\!\,} Hurwitzeva funkcija ζ. Obe vrsti sta močno konvergentni, saj se {\displaystyle \zeta (n)-1\!\,} za velike {\displaystyle n\!\,} hitro približuje 0. Razvoj se lahko poda tudi s funkcijo dilogaritma:
{\displaystyle \log K_{0}=\log 2+{\frac {1}{\log 2}}\left[\operatorname {Li} _{2}\left({\frac {-1}{2}}\right)+{\frac {1}{2}}\sum _{k=2}^{\infty }(-1)^{k}\operatorname {Li} _{2}\left({\frac {4}{k^{2}}}\right)\right]\!\,.}

## Hölderjeva sredina
Hinčinova konstanta je prva v nizu Hölderjevih sredin izrazov verižnih ulomkov. Če je dana poljubna vrsta {\displaystyle \{a_{n}\}\!\,}, je Hölderjeva sredina reda {\displaystyle p\!\,} dana kot:
{\displaystyle K_{p}=\lim _{n\to \infty }\left[{\frac {1}{n}}\sum _{k=1}^{n}a_{k}^{p}\right]^{1/p}\!\,.}
Ko so {\displaystyle \{a_{n}\}\!\,} členi razvojaa v verižni ulomek, so konstante dane z:
{\displaystyle K_{p}=\left[\sum _{k=1}^{\infty }-k^{p}\operatorname {lb} \left(1-{\frac {1}{(k+1)^{2}}}\right)\right]^{1/p}\!\,.}
To sledi, če se uporabi p-ta sredina v povezavi z Gauss-Kuzminovo porazdelitvijo. Vrednost Hinčinove konstante {\displaystyle K_{0}\!\,} izhaja iz limite {\displaystyle p\to 0\!\,}.